# Allenhyphes flinti
Allenhyphes flinti är en dagsländeart som först beskrevs av Allen 1973.  Allenhyphes flinti ingår i släktet Allenhyphes och familjen Leptohyphidae. Inga underarter finns listade i Catalogue of Life.